# LanguageTool
LanguageTool ist eine freie Software zur Rechtschreib- und Grammatikprüfung für mehrere Sprachen, unter anderem Deutsch und Englisch. Sie spürt Fehler in der Rechtschreibung und Zeichensetzung auf, entdeckt mögliche false friends bei Übersetzungen, führt terminologische Konsistenzprüfungen durch, prüft Kollokationen sowie die stilistische Qualität und die Grammatik. Die Wurzeln der Software gehen auf einen 2003 in Python entwickelten Prototyp zurück. LanguageTool liegt als Einzelanwendung und als Erweiterung für LibreOffice oder Apache OpenOffice vor. 2008 gewann die Software den Gold Award in OpenOffice.org Community Innovation Program, der von Sun Microsystems ausgelobt wurde. Zudem existiert ein Plugin für Mozilla Firefox und Google Chrome. Im Jahr 2023 wurde Language Tool von dem kalifornischen Unternehmen Learneo, Inc. übernommen, das unter anderem auch die Plattformen Scribbr und QuillBot betreibt.

## Technik
LanguageTool prüft einen Satz nicht auf grammatikalische Korrektheit, sondern, ob er typische Fehler enthält. Daher ist es einfach, ungrammatikalische Sätze zu erfinden, die von LanguageTool trotzdem akzeptiert werden. Die Fehlererkennung gelingt mit einer Vielzahl von Regeln, die auf XML basieren oder in Java geschrieben sind. XML-basierte Regeln können mit einem Online-Formular erstellt werden. Neuere Entwicklungen setzten auf große N-Gramm-Bibliotheken, die mithilfe von künstlichen neuronalen Netzen Verbesserungsvorschläge für Falschschreibungen anbieten.

## Premium-Version
Im September 2017 wurde unter dem Namen LanguageTool Plus eine kostenpflichtige Premium-Version als Software as a Service mit zusätzlichen, nicht-quelloffenen Regeln veröffentlicht. Diese ist ein reines Online-Produkt. Es wurde später in LanguageTool Premium umbenannt und bietet zusätzlich u. a. ein höheres Zeichenlimit, persönliche Regeln und Team-Accounts.